# Jose Panganiban
Jose Panganiban est une municipalité de la province de Camarines Norte, aux Philippines.